# Andreas Schilling (Triathlet)
Andreas Schilling (* 25. Mai 1991 in Fredericia) ist ein dänischer Duathlet und Triathlet. Er ist Olympionike (2016), Duathlon-Weltmeister Kurzdistanz (2018) und mehrfacher nationaler Meister (2012, 2014, 2015).

## Werdegang
2016 startete er bei den Olympischen Sommerspielen in Rio de Janeiro und belegte den 28. Rang.
2017 wurde er mit dem dänischen Triathlon-Team in Kitzbühel Europameister in der Staffel (mit Anne Holm, Sif Bendix Madsen und Emil Deleuran Hansen).
Andreas Schilling wurde im Juli 2018 ITU-Weltmeister auf der Duathlon-Kurzdistanz. Bei der EM Triathlon belegte er den 27. Rang.

## Sportliche Erfolge
| Datum/Jahr   | Rang | Wettbewerb                          | Austragungsort | Zeit     | Bemerkung |
| ------------ | ---- | ----------------------------------- | -------------- | -------- | --------- |
| 6. Juli 2018 | 1    | ITU Duathlon World Championships    | Fyn            | 01:35:56 |           |
| 12. Mai 2012 | 1    | DEN Duathlon National Championships | Danemark       | 01:47:03 |           |

| Datum/Jahr    | Rang | Wettbewerb                                      | Austragungsort | Zeit     | Bemerkung                                                                             |
| ------------- | ---- | ----------------------------------------------- | -------------- | -------- | ------------------------------------------------------------------------------------- |
| 18. Juni 2017 | 1    | ETU Triathlon European Championship Mixed Relay | Kitzbühel      |          | Europameister Elite im Mixed Team (200 m Schwimmen, 5 km Radfahren und 1,8 km Laufen) |
| 18. Aug. 2016 | 28   | Olympische Sommerspiele 2016                    | Rio de Janeiro | 01:48:56 |                                                                                       |
| 30. Aug. 2015 | 1    | DEN Triathlon National Championships            | Holbæk         |          |                                                                                       |
| 14. Sep. 2014 | 1    | DEN Triathlon National Championships            | Danemark       |          |                                                                                       |

(DNF – Did Not Finish)